# Philomusaea
Philomusaea é um gênero de traça pertencente à família Agonoxenidae.